# Nikola Pilić
Nikola "Niki" Pilić (n. 27 de agosto de 1939 en Split, Croacia) es un exjugador croata de tenis, destacado a comienzos de los años 1970. Se le recuerda por haber alcanzado la final del Torneo de Roland Garros en 1973 donde perdió ante el rumano Ilie Năstase (tras superar a Adriano Panatta en semifinales) en un día martes (en lugar del tradicional domingo) debido a las inclemencias climáticas.
En 1968 formó parte del grupo de 8 jugadores profesionales denominados "Handsome Eight" que reclutó Lamar Hunt para un nuevo tour profesional denominado World Championship Tennis (WCT). 
En 1973 fue suspendido por 9 meses por parte de la Federación Yugoslava de Tenis por negarse a jugar un partido de Copa Davis. Este fue el factor desencadenante para que 80 jugadores profesionales decidieran hacer el recordado boicot al torneo de Wimbledon de 1973. Luego se redujo la sanción a solo un mes.
De los demás torneos de Grand Slam se destacan los cuartos de final del US Open en 1973 donde perdió en 5 sets ante el checo Jan Kodeš, luego de victorias ante Phil Dent y Björn Borg. En ninguna otra ocasión pudo superar la cuarta ronda en un torneo de Grand Slam.
Representó a Yugoslavia en Copa Davis entre 1961 y 1977 con un récord de 27-12 en individuales y 11-12 en dobles.
En la modalidad de dobles fue finalista de Wimbledon en 1962 como amateur junto a Boro Jovanovic y campeón del US Open ya como profesional en 1970, junto al francés Pierre Barhes, derrotando en la final a dos de los más grandes jugadores de tenis de la historia como fueron los australianos Roy Emerson y Rod Laver.
Tras su retirada creó una academia de tenis en Hamburgo, por donde pasó el serbio Novak Djokovic cuando tenía 12 años. Fue capitán de Copa Davis de Alemania con la que ganó la Copa Davis en 1988, 1989 y 1993, y de Croacia entre 2001 y 2005, conduciendo a su país a la conquista de la primera Copa Davis en la historia del país en 2005 basándose en el poderío de un imparable Ivan Ljubičić y del talentoso Mario Ančić. Luego de la conquista abandonó el cargo.

## Finalista Individuales (1)
| Año  | Torneo        | Oponente en la final | Resultado   |
| 1973 | Roland Garros | Ilie Năstase         | 3-6 3-6 0-6 |

## Campeón Dobles (1)
| Año  | Torneo  | Pareja         | Oponentes en la final | Resultado       |
| 1970 | US Open | Pierre Barthes | Roy Emerson Rod Laver | 6-3 7-6 4-6 7-6 |

## Finalista Dobles (1)
| Año  | Torneo    | Pareja         | Oponentes en la final  | Resultado       |
| 1962 | Wimbledon | Boro Jovanovic | Bob Hewitt Fred Stolle | 2-6 7-5 2-6 4-6 |

## Títulos en la Era Abierta (9)

### Individuales (3)
| Leyenda                |
| Grand Slam (0)         |
| Tennis Masters Cup (0) |
| ATP Tour (3)           |

| N.º | Fecha                 | Torneo              | Superficie    | Oponente en la final   | Resultado           |
| --- | --------------------- | ------------------- | ------------- | ---------------------- | ------------------- |
| 1.  | 1969                  | Estocolmo, Suecia   | Dura          | Ilie Năstase           | 6-4 4-6 6-2         |
| 2.  | 29 de octubre de 1972 | Essen WCT, Alemania | Moqueta       | Robert Lutz            | 4-6 6-4 3-6 6-4 7-6 |
| 3.  | 5 de octubre de 1975  | Avilés, España      | Tierra batida | Juan Ignacio Muntanola | 6-3 6-4 6-3         |

### Finalista en individuales (4)
- 1971: Londres (pierde ante Rod Laver)
- 1972: St Louis (pierde ante John Newcombe)
- 1973: Roland Garros (pierde ante Ilie Năstase)
- 1974: Múnich (pierde ante Frew McMillan)